# حمام پورناک
حمام پورناک مربوط به دوره قاجار است و در شهرستان پلدشت، بخش مرکزی، روستای پورناک واقع شده و این اثر در تاریخ ۷ مهر ۱۳۸۱ با شمارهٔ ثبت ۶۲۲۴ به‌عنوان یکی از آثار ملی ایران به ثبت رسیده است.